# Беницкий, Александр Петрович
Алекса́ндр Петро́вич Бени́цкий или Бенитцкий (1780—1809) — русский поэт, переводчик, издатель, редактор, беллетрист и критик.

## Биография
Александр Петрович Беницкий родился в 1780 году. Воспитывался в пансионе профессора И. Шадена в Москве, где, согласно словарю Половцева, «выделялся из среды товарищей быстротою соображения и остроумием и ещё в ученических сочинениях обнаружил задатки талантливого писателя». К окончанию пансиона юноша основательно владел французским и немецким языками.
В 1799 году он поступил на военную службу в иваново-гусарский полк унтер-офицером, в том же году был переведён в Ахтырский полк корнетом, а в 1803 году произведён в поручики и в этом чине, несколько месяцев спустя по получении его, вышел в отставку по состоянию здоровья.
Вскоре после отставки из Русской императорской армии А. П. Беницкий поступил в комиссию составления законов, где он оставался до самой смерти.
Карьеру на литературном поприще А. Беницкий начал в «Северном Вестнике» за 1805 год, где поместил: «Комала, песнь Оссиана». В том же году в «Журнале российской словесности» под полной фамилией — Беницкий, а по большей части под псевдонимами «А. Бе.» и «Бу-ки» появилось несколько его лирических стихотворений («Гробница друга» (№ 3), «К Амуру» (№ 5), «Развалины» (№ 7) и другие), эпитафий, надписей, эпиграмм, басен, сказка в стихах «Вдова» (№ 7) и две статьи «Перстень, восточная повесть» и «Камоэнс, творец Лузиады» из «Taschenbuch der Reisen» Циммермана (№ 7).
В 1807 году Александр Беницкий издал сборник «Талия, или собрание разных новых сочинений в стихах и прозе. Книжка I» при участии Н. И. Гнедича, С. С. Боброва, П. Г. Политковского, В. В. Попугаева, К. Н. Батюшкова, И. И. Дмитриева, А. X. Востокова и других. Вторая книжка сборника была подготовлена, но по каким-то обстоятельствам так и не появилась в свет при жизни Беницкого. Перу издателя в этом сборнике принадлежит целый ряд стихотворений, несколько эпиграмм, надписей, 13 басен, четыре повести. Произведения Беницкого в ней или без подписи, или под псевдонимом — «ъ—и».
В 1809 году в компании с другом А. Е. Измайловым Беницкий издавал ежемесячный журнал «Цветник», пользовавшийся большим успехом у публики. Беницкий принимал в этом журнале живое участие, и ему принадлежит здесь целый ряд самых разнообразных произведений, подписанных буквой «Б».
Усиленные труды расстроили и без того слабое здоровье Беницкого, а чахотка окончательно подкосила писателя. Вот что писал Гнедичу один из приятелей Беницкого, поэт Батюшков, во время последних дней жизни своего друга:

Больно жаль Беницкого! Жильберт (французский сатирик второй половины XVIII века) в нём воскрес и умер. Большие дарования, редкий, светлый ум!. … Я читал ныне «Умного и дурака» в «Талии». Он как бы предвидел свой конец. Всё, что ни написано, сильно, даже ужасно, слишком сильно напитано жёлчью…"

Александр Петрович Беницкий скончался 30 ноября 1809 года.
После его смерти были изданы: стихотворение «Печаль», перевод из Ф. Шиллера, «Мысли об употреблении в искусстве обыкновенного и низкого» (Цветник, 1810, № 1); шуточное стихотворение «Изъяснение в любви портного», напечатанное в «Благонамеренном» за 1820 г., № III с сочувственной заметкою А. Е. Измайлова о покойном. Как сообщает тот же Измайлов, перевод комедии А. Коцебу «Портной Фипс», изданный в 1808 году, принадлежит не Г. Г. Политковскому, как это печаталось на афишах, а Беницкому. К тому же времени относится и стихотворение «Къ-е-е-й», помещённое в «Драматическом вестнике» с подписью «А. Бе» (1808 г., ч. III, № 68, стр. 120).
Друзья покойного, в руках которых находилось много ненапечатанных отрывков, заслуживавших внимание публики, в начале 1820-х годов намеревались издать полное собрание оригинальных произведений и переводов Беницкого, но намерение это так и не осуществилось.
В своих критических статьях Беницкий являлся сторонником немецких эстетических теорий и борцом за карамзинскую реформу.